# فوستر كالدر
فوستر كالدر (بالإنجليزية: Foster Calder) هو سياسي كندي، ولد في 11 فبراير 1873، وتوفي في 12 يناير 1960. نشط حزبياً في الجمعية الليبرالية لنيو برونزويك ‏. وقد انتخب عضو الجمعية التشريعية لنيو برونزويك ‏.